# Migdały (wieś)
Migdały (biał. Мігдалы; ros. Мигдалы) – wieś na Białorusi, w obwodzie grodzieńskim, w rejonie werenowskim, w sielsowiecie Zabłoć, przy drodze republikańskiej P145.
Dawniej folwark. W dwudziestoleciu międzywojennym leżały w Polsce, w województwie nowogródzkim, w powiecie lidzkim, w gminie Zabłoć.